# Drop (musique)
En musique, un drop (ou « climax » selon le genre musical) est un moment dans une chanson dans lequel un changement de rythme et de ligne de basse se produit et vient généralement à la suite d'un break ou une montée identifiable.

## En électronique
En musique électronique, il se caractérise principalement par une accumulation soudaine de grains par opposition à une lente accumulation de ceux-ci, et relie habituellement une montée avec le point culminant d'un morceau et suit le fil conducteur (parfois le refrain) et le rythme d'une chanson. L'usage systématique de drops reste caractéristique de la big room, un style particulier de musique électro/dance.

## Avec une guitare
En guitare, le "drop" est un accordage qui consiste à baisser la tonalité de la 6e corde (Mi) d'un ton afin que la guitare soit accordée de cette façon : Ré-La-Ré-Sol-Si-Mi (D-A-D-G-B-E en notation standard). La guitare est donc accordée en Drop D mais il est possible de l'utiliser avec n'importe quel autre accordage comme en Drop C. Cet accordage permet d'effectuer des barrés sur les 3 dernières cordes avec un seul doigt. L'accordage en "drop" est très souvent utilisé dans le métal et particulièrement dans le Djent.